# Amédée Valeau
Amédée Valeau, né le 5 avril 1897 à Pointe-à-Pitre (Guadeloupe) et mort le 10 août 1980 à Gourbeyre (Guadeloupe), est un homme politique français.

## Détail des fonctions et des mandats

### Mandats locaux
- juin 1932 - 1977 : Maire de Gourbeyre
- 1937 - 1951 : Conseiller général du canton de Gourbeyre-Saint-Claude
- 1964 - 1970 : Conseiller général du canton de Saint-Claude

### Mandats parlementaires
- 18 mai 1952 - 8 juin 1958 : Sénateur de la Guadeloupe
- 8 juin 1958 - 26 avril 1959 : Sénateur de la Guadeloupe
- 22 septembre 1968 - 2 octobre 1977 : Sénateur de la Guadeloupe